# Райлс-Ейкерс (Північна Дакота)
Райлс-Ейкерс (англ. Reile's Acres) — місто (англ. city) в США, в окрузі Кесс штату Північна Дакота. Населення — 703 особи (2020).

## Географія
Райлс-Ейкерс розташований за координатами 46°55′37″ пн. ш. 96°51′59″ зх. д. / 46.92694° пн. ш. 96.86639° зх. д. (46.926913, -96.866485).  За даними Бюро перепису населення США в 2010 році місто мало площу 1,25 км², уся площа — суходіл.

## Демографія
Згідно з переписом 2010 року, у місті мешкало 513 осіб у 146 домогосподарствах у складі 137 родин. Густота населення становила 409 осіб/км².  Було 147 помешкань (117/км²).
Расовий склад населення:
| - 98,4 % — білих - 0,8 % — азіатів - 0,2 % — корінних американців - 0,2 % — чорних або афроамериканців |

До двох чи більше рас належало 0,2 %. Частка іспаномовних становила 0,8 % від усіх жителів.
За віковим діапазоном населення розподілялося таким чином: 37,8 % — особи молодші 18 років, 59,7 % — особи у віці 18—64 років, 2,5 % — особи у віці 65 років та старші. Медіана віку мешканця становила 34,0 року. На 100 осіб жіночої статі у місті припадало 99,6 чоловіків;  на 100 жінок у віці від 18 років та старших — 100,6 чоловіків також старших 18 років.
Середній дохід на одне домашнє господарство  становив 136 937 доларів США (медіана — 126 750), а середній дохід на одну сім'ю — 136 743 долари (медіана — 126 250). Медіана доходів становила 77 500 доларів для чоловіків та 50 625 доларів для жінок. За межею бідності перебувало 0,6 % осіб, у тому числі 0,0 % дітей у віці до 18 років та 0,0 % осіб у віці 65 років та старших.
Цивільне працевлаштоване населення становило 281 особа. Основні галузі зайнятості: освіта, охорона здоров'я та соціальна допомога — 29,9 %, роздрібна торгівля — 11,7 %, фінанси, страхування та нерухомість — 10,3 %, будівництво — 9,6 %.